# Crypta Neapolitana

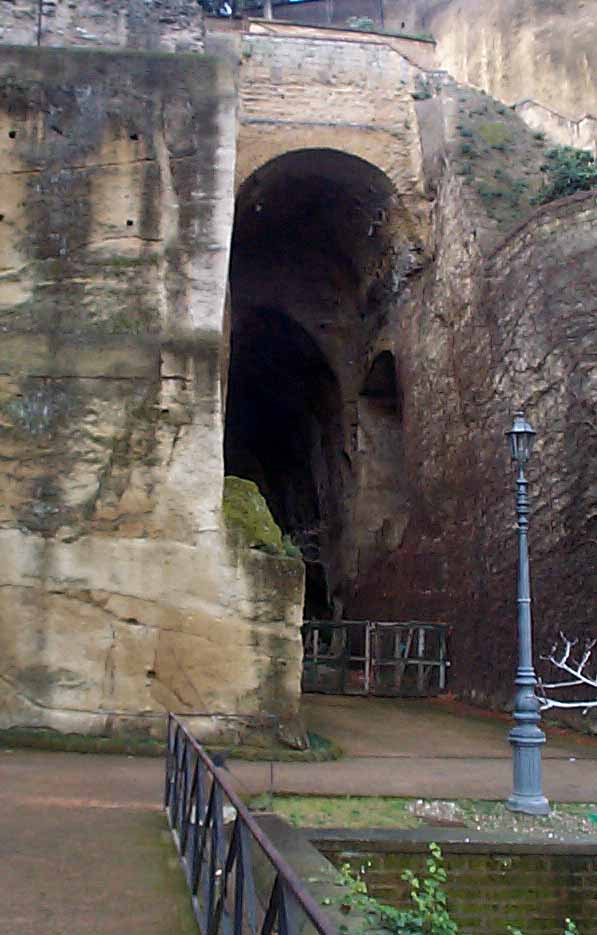
Entrée de la Crypta Neapolitana de Piedigrotta.

La Crypta Neapolitana, en latin, Grotta di Posillipo en italien, Grotte du Pausilippe en français, est un tunnel routier creusé au début de l'Empire romain dans le tuf volcanique de la colline du Pausilippe, à l’ouest de la baie de Naples.
Les dimensions de cette galerie souterraine monumentale, liée à une voie de communication entre Naples et les champs Phlégréens, sont gigantesques : 705 mètres de long, 4,5 mètres de large et 5 mètres de haut.

## Entre histoire et légende

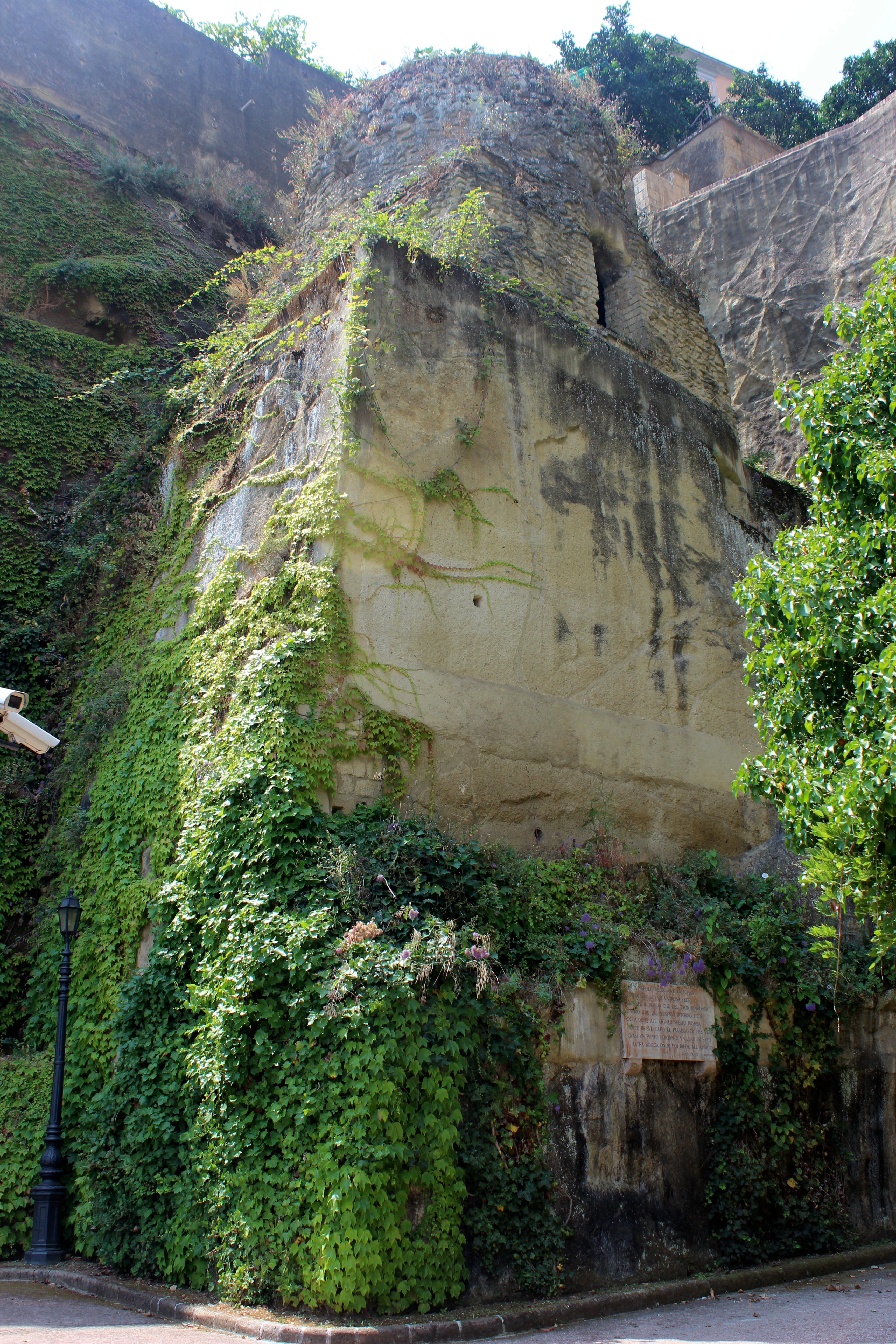
« Tombeau de Virgile », à l'entrée du tunnel.

Une légende attribue sa construction à Virgile, fable sans doute alimentée par la proximité, proche de l'entrée, d'un columbarium qui, au début de l'époque impériale, était identifié, et l'est encore aujourd'hui, comme le tombeau de Virgile. 
Selon Strabon, le tunnel fut conçu par Lucius Cocceius Auctus, selon la volonté de Marcus Vipsanius Agrippa, dans le cadre de la construction d'un réseau de voies de communications centré autour des installations portuaires de la marine militaire romaine. Mais ce fait historique a alimenté une autre légende selon laquelle 100 000 hommes auraient servi à creuser le tunnel en seulement quinze jours.

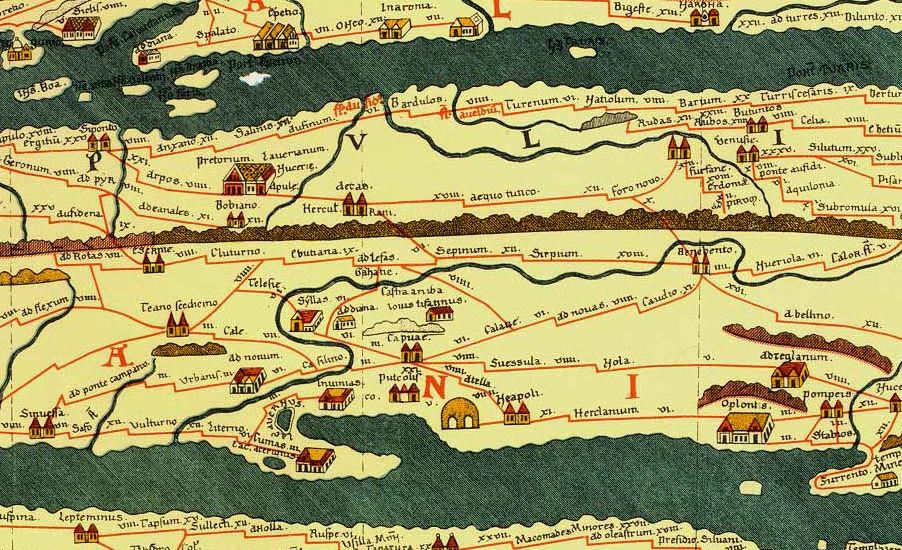
Sur la Table de Peutinger, les deux extrémités de la Crypta Neapolitana sont représentées en perspective rabattue (au milieu, en bas).

Contrairement à d'autres galeries phlégréennes qui, après la guerre civile entre Octave et Marc Antoine, perdirent de leur importance stratégique et tombèrent progressivement en désuétude, la Neapolitana continua d’être utilisée en tant qu’infrastructure civile. Toutefois Sénèque la décrit étroite, sombre, obscure et oppressante, et même si on continua à l'utiliser encore pendant des siècles, on chercha aussi à la développer et à l'améliorer. En 1455, le roi de Naples Alphonse V d'Aragon pour rendre son accès moins pentu, fit abaisser la hauteur du plancher de onze mètres dans la partie orientale, et de deux mètres à l'ouest. En 1548, le vice-roi don Pedro di Toledo la fit élargir et paver et, en 1748, Charles III la consolida. Dans les premières années du XIXe siècle, Joseph Bonaparte ordonna de poursuivre la consolidation et dota la galerie d'un système d'éclairage avec des lampes à huile qui fit écrire à Alexandre Dumas : « Nous fûmes impressionnés [...] par l'abominable puanteur  émanant des soixante-quatre lampadaires de pétrole dans ce grand trou. »
La galerie resta en activité jusqu'à la fin du XIXe siècle, quand elle fut fermée en raison de problèmes de stabilité.

## Cultes et traditions

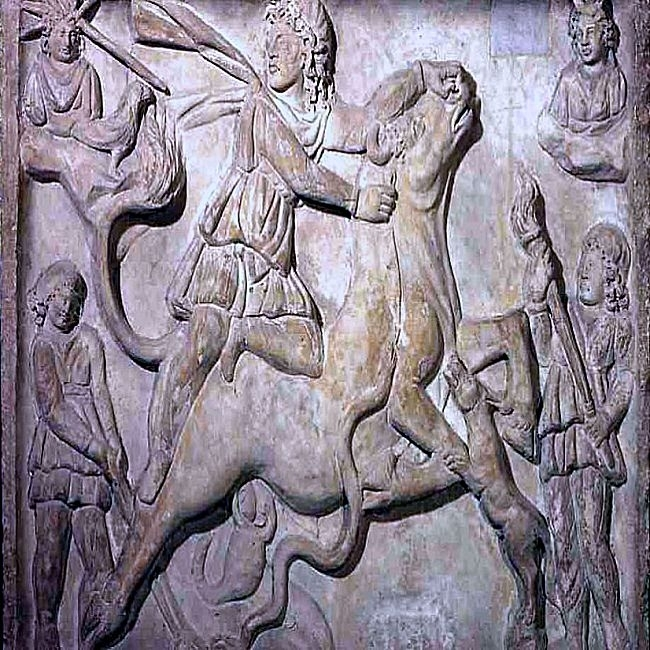
Bas-relief de Mithra Tauroctonie découvert dans la crypta Neapolitana.

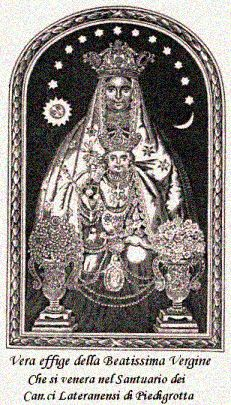
Effigie de la Madonna du Sanctuaire de Piedigrotta.

La  Crypta Neapolitana  a influencé, sans aucun doute, la culture et les traditions de Naples comme les noms de quartiers de Naples : Piedigrotta à l'est et Fuorigrotta au-delà de la grotte. Elle n'a pas seulement influé sur l'urbanisme et la toponymie : abhorrée par Sénèque et admirée par Strabon, profanée par Pétrone et chantée par  Pétrarque, aimée de Goethe et crainte par Dumas, regardée avec un mélange d'étonnement et d'admiration par le peuple, la crypta a joué un rôle majeur dans les croyances, les rites et le folklore de la ville. Son aspect légendaire s'appuie sur la forte valeur symbolique de la caverne, symbole utérin, du passage de la vie à la mort, de la lumière à l'obscurité.
Selon Pétrone, la crypta au Ier siècle était consacrée à Priape, le dieu de la fertilité, en l'honneur duquel la nuit se célébraient des cérémonies mystérieuses et des rites orgiaques. Outre le témoignage de Pétrone, durant les travaux effectués sous la domination espagnole, il fut trouvé un bas-relief de Mithra tauroctone du IIIe siècle, aujourd'hui conservé au musée archéologique national de Naples. Cette découverte suggère que la crypta a été utilisée comme mithréum. Comme source de purification, prescrite par le culte, des puits et des balnea étaient aménagés près de la crypta, sans doute alimentés par l'aqueduc de Séjan qui traversait aussi la colline de Posillipo pour approvisionner les installations militaires phlégréennes, jusqu'à la piscina mirabilis de Misène.
De plus, la galerie étant orientée est-ouest, à la période des équinoxes, les rayons du soleil couchant la traversent de part en part. Ce phénomène augmentait le caractère mystérieux du tunnel, de telle sorte, racontait-on, que la malédiction s'abattrait sur toute personne qui tenterait sa traversée seule de nuit. À cette croyance s'ajouta la tradition médiévale selon laquelle la crypta aurait été créée magiquement d'un seul geste de Virgile. 
Très vite, aux rites mystérieux du culte de Mithra se sont substitués les rites liés au christianisme. Au XIVe siècle, les archives angevines, ainsi que les témoignages de Pétrarque, relatent le culte de la  Madonna Odigitria dont l'icône est encore conservée, aujourd'hui peinte dans une chapelle construite sur les ruines du sanctuaire de la grotte de Priape, qui est devenu l'objet d'une dévotion populaire extraordinaire, jusqu'à la construction de l'église de Santa Maria Piedigrotta devant l'entrée de la crypta.

## Postérité

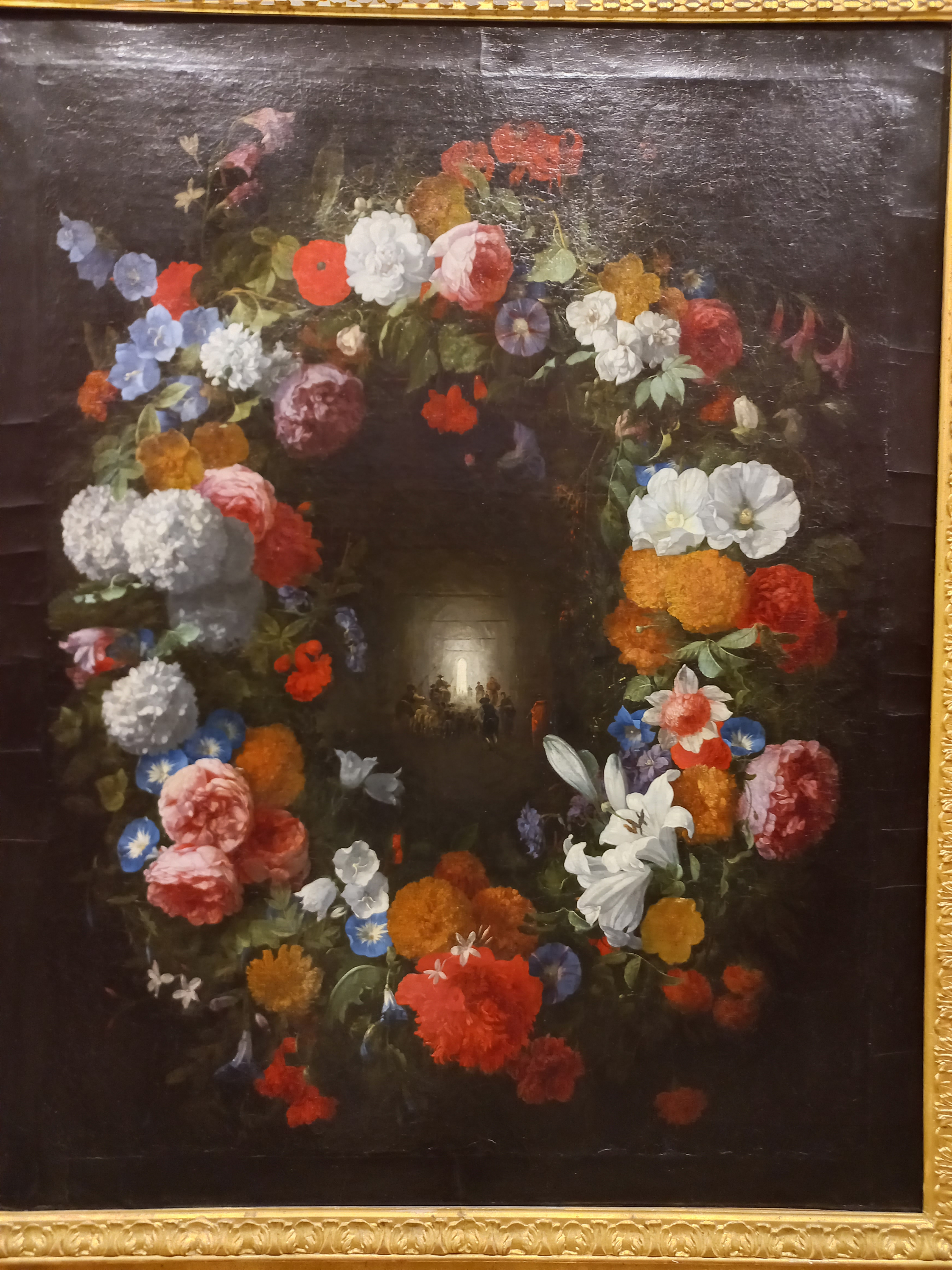
Couronne de fleurs avec la grotte de Pausilippe, peint par Nicolaes van Verendael et Hubert Robert (musée Fabre à Montpellier).

La grotte du Pausilippe a inspiré des peintres, en particulier Hubert Robert qui a découvert ce lieu lorsqu’il a accompagné Jean-Claude Richard de Saint-Non ; il peint en 1760-1761 La Grotte du Pausilippe, conservé à Paris au Petit Palais, en 1769 une Vue de la Grotte du Pausilippe, présenté au Salon la même année, conservé au Musée des beaux-arts de Rouen. Avec Nicolaes van Verendael, il peint en commun un tableau intitulé Couronne de fleurs avec la grotte de Pausilippe, exposé au musée Fabre de Montpellier. François Marius Granet peint Entrée de l'ancienne grotte du Pausilippe conservé au Musée Magnin à Dijon.